# Bembidion incisum
Bembidion incisum es una especie de escarabajo del género Bembidion, familia Carabidae. Fue descrita científicamente por Andrewes en 1921.
Habita en Camboya, China, Laos y Vietnam.